# Berliner Fußballmeisterschaft 1925/26
Die Berliner Fußballmeisterschaft 1925/26 war die fünfzehnte unter dem Verband Brandenburgischer Ballspielvereine (VBB) ausgetragene Berliner Fußballmeisterschaft. Die Meisterschaft wurde in dieser Saison in zwei Gruppen zu je zehn Mannschaften im Rundenturnier mit Hin- und Rückspiel ausgetragen. Die beiden Gruppensieger spielten dann im Finale um die Berliner Fußballmeisterschaft. Am Ende konnte Hertha BSC das Finale gegen den SV Norden-Nordwest gewinnen und wurde zum fünften Mal Berliner Fußballmeister. Mit diesem Sieg qualifizierte sich der Verein für die deutsche Fußballmeisterschaft 1925/26. Im Achtelfinale wurde der VfB Königsberg mit 4:0 geschlagen, im Viertelfinale konnte Hertha deutlich mit 8:2 gegen den FSV Frankfurt gewinnen, im Halbfinale gelang ein 4:2-Heimsieg über den Hamburger SV. Erst im Finale um die deutsche Fußballmeisterschaft musste sich Hertha BSC geschlagen geben. Nachdem die Herthaner bei dem am 13. Juni 1926 stattfindenden Spiel früh mit 1:0 in Führung gegangen sind, mussten sie am Ende eine 1:4-Niederlage gegen die SpVgg Fürth hinnehmen und wurden somit nur Vizemeister.
Norden-Nordwest war als Berliner Vizemeister ebenfalls für die deutsche Fußballmeisterschaft qualifiziert. Nach einem 2:1-Auswärtssieg gegen den VfR Köln 04 rrh. erreichte Norden-Nordwest das Viertelfinale, welches mit 0:4 gegen Holstein Kiel verloren ging.

## Gruppe A
| Pl. | Verein                        | Sp. | S  | U | N  | Tore    | Quote | Punkte |
| --- | ----------------------------- | --- | -- | - | -- | ------- | ----- | ------ |
| 1.  | Hertha BSC (M)                | 18  | 15 | 2 | 1  | 080:270 | 2,96  | 32:40  |
| 2.  | Berliner Tennis-Club Borussia | 18  | 13 | 1 | 4  | 087:310 | 2,81  | 27:90  |
| 3.  | Spandauer SV                  | 18  | 12 | 1 | 5  | 061:310 | 1,97  | 25:11  |
| 4.  | Vorwärts 90 Berlin            | 18  | 9  | 3 | 6  | 037:370 | 1,00  | 21:15  |
| 5.  | 1. FC Neukölln (N)            | 18  | 6  | 3 | 9  | 029:390 | 0,74  | 15:21  |
| 6.  | SC Union Charlottenburg       | 18  | 6  | 3 | 9  | 040:530 | 0,75  | 15:21  |
| 7.  | Berliner SV 1892              | 18  | 5  | 4 | 9  | 049:620 | 0,79  | 14:22  |
| 8.  | Potsdamer FC Union            | 18  | 5  | 4 | 9  | 033:500 | 0,66  | 14:22  |
| 9.  | Weißenseer FC                 | 18  | 3  | 5 | 10 | 035:720 | 0,49  | 11:25  |
| 10. | SC Alemannia Haselhorst (N)   | 18  | 2  | 2 | 14 | 027:760 | 0,36  | 06:30  |

| (M) | Titelverteidiger |
| (N) | Aufsteiger       |

## Gruppe B
| Pl. | Verein                   | Sp. | S  | U | N  | Tore    | Quote | Punkte |
| --- | ------------------------ | --- | -- | - | -- | ------- | ----- | ------ |
| 1.  | SV Norden-Nordwest       | 18  | 14 | 2 | 2  | 061:280 | 2,18  | 30:60  |
| 2.  | Schöneberger FC Kickers  | 18  | 10 | 1 | 7  | 056:370 | 1,51  | 21:15  |
| 3.  | SC Tasmania Neukölln (N) | 18  | 10 | 1 | 7  | 038:430 | 0,88  | 21:15  |
| 4.  | SC Union Oberschöneweide | 18  | 9  | 1 | 8  | 050:420 | 1,19  | 19:17  |
| 5.  | BFC Alemannia 90         | 18  | 7  | 3 | 8  | 049:520 | 0,94  | 17:19  |
| 6.  | SC Wacker Tegel          | 18  | 7  | 3 | 8  | 046:500 | 0,92  | 17:19  |
| 7.  | BFC Meteor 06 (N)        | 18  | 7  | 2 | 9  | 051:530 | 0,96  | 16:20  |
| 8.  | BFC Preußen A            | 18  | 5  | 5 | 8  | 041:480 | 0,85  | 15:21  |
| 9.  | BTuFC Union 1892 A       | 18  | 5  | 2 | 11 | 033:410 | 0,80  | 12:24  |
| 10. | Spandauer SC 99          | 18  | 4  | 4 | 10 | 025:560 | 0,45  | 12:24  |

| (N) | Aufsteiger |

## Finale Berliner Fußballmeisterschaft
Das Hinspiel fand am 2. Mai 1926, das Rückspiel am 9. Mai 1926 statt.
|                                             | Gesamt |                                     | Hinspiel | Rückspiel |
| ------------------------------------------- | ------ | ----------------------------------- | -------- | --------- |
| SV Norden Nordwest (Gruppensieger Gruppe B) | 1:9    | Hertha BSC (Gruppensieger Gruppe A) | 0:7      | 1:2       |